# Radjindre Ramdhani
Radjindre Ramdhani (Saramacca, Suriname, 19 juli 1963) is een Surinaams-Hindoestaanse schrijver.
In 1975 emigreerde hij op elfjarige leeftijd met zijn ouders naar Nederland. Na een eerste opvang in een opvangcentrum in Overveen kreeg de familie Ramdhani een woning toegewezen in Nieuwkoop.
In 1990 debuteerde Ramdhani met het autobiografische Zin in een treintje?: dagboek van een Surinaamse treinconducteur. Hierin beschreef hij zijn ervaringen op de trein, als een van de eerste Surinaams-Hindoestaanse conducteurs in Nederland. Mede omdat voor het eerst in de Nederlandse geschiedenis een conducteur zijn belevenissen op papier zette, kreeg het boek veel aandacht in de media en werd met vijf herdrukken een bestseller. Hierna volgde de horror- en sciencefictionbundel Meester der katten. Dit was de eerste Nederlandse bundel met horror en sciencefiction geschreven door een allochtoon. Hierna volgde Treintje, een herdruk van zijn eerste boek met een tiental nieuwe verhalen.
In 1997 publiceerde Ramdhani de bundel Jorka torie: Surinaamse Spookverhalen, met daarin bovennatuurlijke vertellingen uit Suriname, waarvan in 2008 deel 2 verscheen. In 1998 kwam de op waarheid gebaseerde sociale roman Zielcontact uit, over de relatie tussen een Afro-Surinaamse en een Hindoestaan. Naar aanleiding van dit boek werd Ramdhani uitgeroepen tot Surinaams Man van het Jaar 1999. In 2001 volgde het boek Zuster, bent u een broeder?: verhalen uit de verpleging en de verzorging en in 2012 verscheen de eerste erotische thriller van Suriname, Weerzien, met als ondertitel Twee broers één vrouw. Dankzij de goede recensies, werd dit boek een grote hit. In juli 2013 verscheen Jorka Torie, Surinaamse Spookverhalen deel 3. In 2015 verscheen het op waarheid gebaseerde: Motjo, dagboek van een Hindoestaanse escort. Dit boek was binnen drie maanden uitverkocht. Inmiddels heeft het succes van de Yorka Tori reeks geleid tot Yorka Tori Surinaamse Spookverhalen deel 4 en 5 en op verzoek van lezers verscheen het autobiografische De Tranen van Suriname, het literaire Mijn Shiva danst niet meer en als laatste, de filmische thriller "Ik Ben Jouw Karma!"   